# Élection à la direction du Parti conservateur britannique de 2019
L'élection à la direction du Parti conservateur de 2019 vise à élire le nouveau chef du Parti conservateur à la suite de la démission de Theresa May, contestée en raison de son incapacité à faire adopter son accord de retrait du Royaume-Uni de l'Union européenne à la suite du référendum de 2016 sur le Brexit. Boris Johnson est élu par les adhérents du parti avec 66,1 % des voix face à Jeremy Hunt.

## Contexte

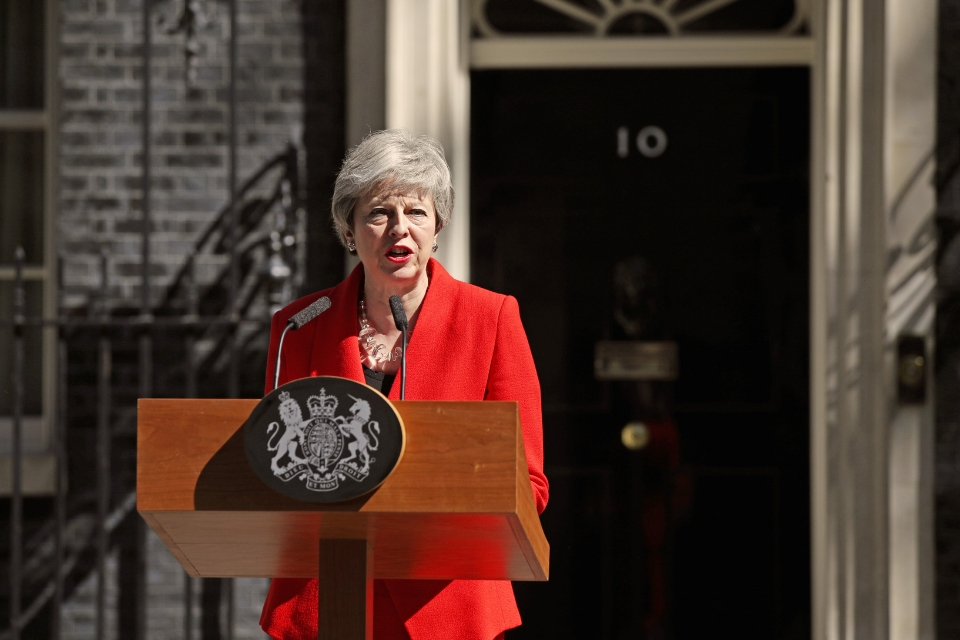
Theresa May annonçant sa démission devant le 10 Downing Street (24 mai 2019).

## Procédure
Les principes de la procédure de sélection du chef du Parti conservateur sont énoncés dans la Constitution du Parti conservateur, tandis que les règles détaillées sont approuvées par l'exécutif du Comité de 1922 en consultation avec le conseil d'administration du parti. Les candidatures à la direction sont invitées par le président du comité de 1922, en qualité de directeur du scrutin. À la clôture des candidatures, une liste des candidatures valides est publiée. S'il n'y a qu'une candidature valide, cette personne est élue. Si deux nominations valides sont reçues, les deux noms sont transmis aux membres du parti.
Si plus de deux nominations sont reçues, un vote est organisé au sein du groupe parlementaire. Un système de vote exhaustif est utilisé pour sélectionner deux candidats à présenter aux membres du parti. L'exécutif du Comité de 1922 a envisagé de modifier les règles afin que quatre candidats se rendent au scrutin des membres du parti. Ils ont également recommandé de porter à huit le nombre de nominations de députés requis. Le 4 juin, le conseil du parti accepta le changement de règlement. Les candidats devaient présenter le soutien de huit députés, puis d'au moins 5 % du Parti conservateur au Parlement au premier tour et de 10% au second. afin d'aller plus loin. En 2019, cela équivalait au soutien de seize députés au premier tour de scrutin et de trente-deux au deuxième.
Les candidatures commencent le 7 juin à 17 heures et se clôturent le 10 juin à 17 heures. Le premier tour de scrutin a lieu le 13 juin et les suivants les 18, 19 et 20 juin. Les adhérents se prononcent ensuite par voie postale entre les deux candidats restant en lice. Le nom du vainqueur est annoncé le 23 juillet 2019.

## Candidats

### En lice pour le premier tour
| Nom             | Nom | Fonctions exercées | Position lors du référendum sur l'Union européenne | Position lors du référendum sur l'Union européenne | Déclaration de candidature | Soutiens déclarés avant le premier tour |
| --------------- | --- | --- | -------------------------------------------------- | -------------------------------------------------- | -------------------------- | --------------------------------------- |
| Michael Gove    |     | - Député de Surrey Heath depuis 2005 - Secrétaire d'État à l'Environnement, à l'Alimentation et aux Affaires rurales depuis 2017 - Lord grand chancelier, Secrétaire d'État à la Justice de 2015 à 2016 - Secrétaire d'État à l'Éducation de 2010 à 2014 |                                                    | Quitter                                            | 26 mai 2019                | 35 députés                              |
| Matthew Hancock |     | - Député de West Suffolk depuis 2010 - Secrétaire d'État à la Santé et à la Protection sociale depuis 2018 - Ministre d'État à la Culture, aux Communications et aux Industries créatives de 2016 à 2018 - Ministre d'État au Bureau du Cabinet de 2015 à 2016 - Ministre d'État aux Affaires et à l'Entreprise, à l'Énergie et pour Portsmouth de 2014 à 2015         |                                                    | Rester                                             | 25 mai 2019                | 16 députés                              |
| Mark Harper     |     | - Député de Forest of Dean depuis 2005 - Ministre d'État pour les Personnes Handicapées de 2014 à 2015 - Ministre d'État à l'Immigration de 2012 à 2014 |                                                    | Rester                                             | 30 mai 2019                | 7 députés                               |
| Jeremy Hunt     |     | - Député de South West Surrey depuis 2005 - Secrétaire d'État des Affaires étrangères et du Commonwealth depuis 2018 - Secrétaire d'État à la Santé de 2012 à 2018 - Secrétaire d'État à la Culture, aux Jeux olympiques, aux Médias et aux Sports de 2010 à 2012 |                                                    | Rester                                             | 24 mai 2019                | 35 députés                              |
| Sajid Javid     |     | - Député de Bromsgrove depuis 2010 - Secrétaire d'État à l'Intérieur depuis 2018 - Secrétaire d'État aux Communautés, au Gouvernement local et du Logement de 2016 à 2018 - Secrétaire d'État aux Affaires, à l'Innovation et aux Compétences de 2015 à 2016 - Secrétaire d'État à la Culture, aux Médias et au Sport de 2014 à 2015 - Ministre des Égalités en 2014   |                                                    | Rester                                             | 27 mai 2019                | 19 députés                              |
| Boris Johnson   |     | - Député de Uxbridge and South Ruislip depuis 2015 - Secrétaire d'État des Affaires étrangères et du Commonwealth de 2016 à 2018 - Maire de Londres de 2008 à 2016 |                                                    | Quitter                                            | 24 mai 2019                | 79 députés                              |
| Andrea Leadsom  |     | - Députée de South Northamptonshire depuis 2010 - Leader de la Chambre des communes, Lord-président du Conseil de 2017 à 2019 - Secrétaire d'État à l'Environnement, à l'Alimentation et aux Affaires rurales de 2016 à 2017 - Ministre d'État à l'Énergie de 2015 à 2016                                                                                              |                                                    | Quitter                                            | 25 mai 2019                | 5 députés                               |
| Esther McVey    |     | - Députée de Tatton depuis 2017 - Secrétaire d'État au Travail et aux Retraites en 2018 - Ministre d'État pour l'Emploi de 2013 à 2015 |                                                    | Quitter                                            | 9 mai 2019                 | 6 députés                               |
| Dominic Raab    |     | - Député de Esher et Walton depuis 2010 - Secrétaire d'État à la Sortie de l'Union européenne en 2018 - Ministre d'État au Logement et à l'Aménagement en 2018 - Ministre d'État aux Tribunaux et à la Justice de 2017 à 2018 |                                                    | Quitter                                            | 25 mai 2019                | 23 députés                              |
| Rory Stewart    |     | - Député de Penrith and The Border depuis 2010 - Secrétaire d'État au Développement international depuis 2019 - Ministre d'État aux Prisons de 2018 à 2019 - Ministre d'État à l'Afrique de 2017 à 2018 - Ministre d'État au Développement international de 2016 à 2018 - Secrétaire d'État à la Culture, aux Jeux olympiques, aux Médias et aux Sports de 2010 à 2012 |                                                    | Rester                                             | 2 mai 2019                 | 6 députés                               |

### S'étant retirés avant le premier tour
| Nom            | Nom | Fonctions exercées | Candidature                 | Soutiens déclarés avant le retrait |
| -------------- | --- | --- | --------------------------- | ---------------------------------- |
| James Cleverly |     | - Député de Braintree depuis 2015                                                                                             | 29 mai au 4 juin 2019       | 2 députés                          |
| Sam Gyimah     |     | - Député de East Surrey depuis 2010 - Ministre d'État aux Universités, à la Science, à la Recherche et à l'Innovation en 2018 | 2 juin 2019 au 10 juin 2019 | 4 députés                          |
| Kit Malthouse  |     | - Député de North West Hampshire depuis 2015 - Ministre d'État au Logement et à l'Aménagement depuis 2018                     | 27 mai au 4 juin 2019       | 6 députés                          |

## Débats télévisés
| N°     | Date            | Chaîne de télévision        | Programme                                     | Présentateur         | Lieu                                        | Candidats invités                                                                                         |
| ------ | --------------- | --------------------------- | --------------------------------------------- | -------------------- | ------------------------------------------- | --- |
| 1      | 16 juin 2019    | Channel 4                   | Live: Britain's Next PM                       | Krishnan Guru-Murthy | BT Sport Studios, Hackney Wick, Londres     | Michael Gove Jeremy Hunt Sajid Javid Dominic Raab Rory Stewart Boris Johnson est absent lors de ce débat. |
| 2      | 18 juin 2019    | BBC                         | Our Next Prime Minister                       | Emily Maitlis        | BBC, New Broadcasting House, Londres        | Michael Gove Jeremy Hunt Sajid Javid Rory Stewart Boris Johnson                                           |
| annulé | 25 juin 2019    | Sky News                    | The Battle for Number 10                      | Kay Burley           | Sky Studios, Isleworth, Londres             | annulé en raison de l'absence de Boris Johnson                                                            |
| 3      | 9 juillet 2019  | ITV                         | Britain's Next Prime Minister: The ITV Debate | Julie Etchingham     | Dock10, Salford, Grand Manchester           | Jeremy Hunt Boris Johnson                                                                                 |
| 4      | 15 juillet 2019 | The Sun (online), talkRADIO | Hunt v Boris: The Final Showdown              | Tom Newton Dunn      | The News Building, Pont de Londres, Londres | Jeremy Hunt Boris Johnson                                                                                 |
| annulé | 16 juillet 2019 | BBC                         | Question Time special                         | Fiona Bruce          | BBC, Londres                                | Jeremy Hunt Boris Johnson                                                                                 |

## Résultats
|                 | Boris Johnson   | 114  | 36,4     | 126      | 40,3     | 143      | 45,7     | 157      | 50,2     | 160      | 51,1     | 92 153   | 66,1     |          |          |          |
| Jeremy Hunt     | 43              | 13,7 | 46       | 14,7     | 54       | 17,3     | 59       | 18,8     | 77       | 24,6     | 46 656   | 33,5     |          |          |          |          |
| Michael Gove    | 37              | 11,8 | 41       | 13,1     | 51       | 16,3     | 61       | 19,5     | 75       | 24,0     | Éliminé  | Éliminé  |          |          |          |          |
| Sajid Javid     | 23              | 7,3  | 33       | 10,5     | 38       | 12,1     | 34       | 10,9     | Éliminé  | Éliminé  | Éliminé  | Éliminé  |          |          |          |          |
| Rory Stewart    | 19              | 6,1  | 37       | 11,8     | 27       | 8,6      | Éliminé  | Éliminé  | Éliminé  | Éliminé  | Éliminé  | Éliminé  |          |          |          |          |
| Dominic Raab    | 27              | 8,6  | 30       | 9,6      | Éliminé  | Éliminé  | Éliminé  | Éliminé  | Éliminé  | Éliminé  | Éliminé  | Éliminé  |          |          |          |          |
| Matthew Hancock | 20              | 6,4  | Retrait  | Retrait  | Retrait  | Retrait  | Retrait  | Retrait  | Retrait  | Retrait  | Retrait  | Retrait  |          |          |          |          |
| Andrea Leadsom  | 11              | 3,5  | Éliminée | Éliminée | Éliminée | Éliminée | Éliminée | Éliminée | Éliminée | Éliminée | Éliminée | Éliminée | Éliminée | Éliminée |          |          |
| Mark Harper     | 10              | 3,2  | Éliminé  | Éliminé  | Éliminé  | Éliminé  | Éliminé  | Éliminé  | Éliminé  | Éliminé  | Éliminé  | Éliminé  | Éliminé  | Éliminé  | Éliminé  | Éliminé  |
| Esther McVey    | 9               | 2,9  | Éliminée | Éliminée | Éliminée | Éliminée | Éliminée | Éliminée | Éliminée | Éliminée | Éliminée | Éliminée | Éliminée | Éliminée | Éliminée | Éliminée |
|                 | Votes invalides | 0    | 0        | 0        | 0        | 0        | 0        | 2        | 0,6      | 1        | 0,3      | 509      | 0,4      |          |          |          |
| Total           | Total           | 313  | 100      | 313      | 100      | 313      | 100      | 313      | 100      | 313      | 100      | 139 318  | 100      |          |          |          |